# Jana Milić
Jana Milić (Servisch: Јана Милић) (Kruševac, 31 december 1981) is een Servische actrice.